# 国鉄C59形蒸気機関車

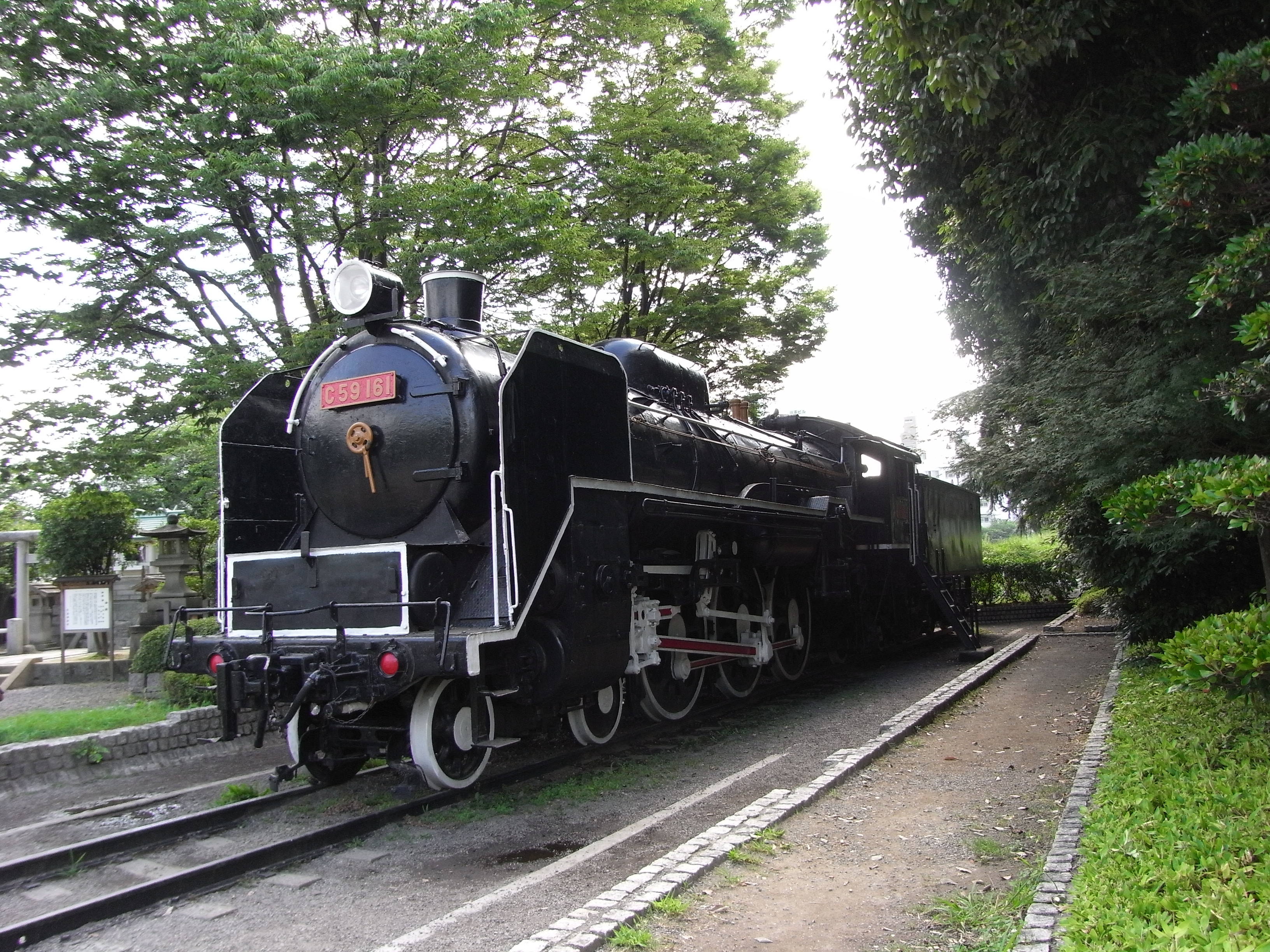
C59 161（戦後型）

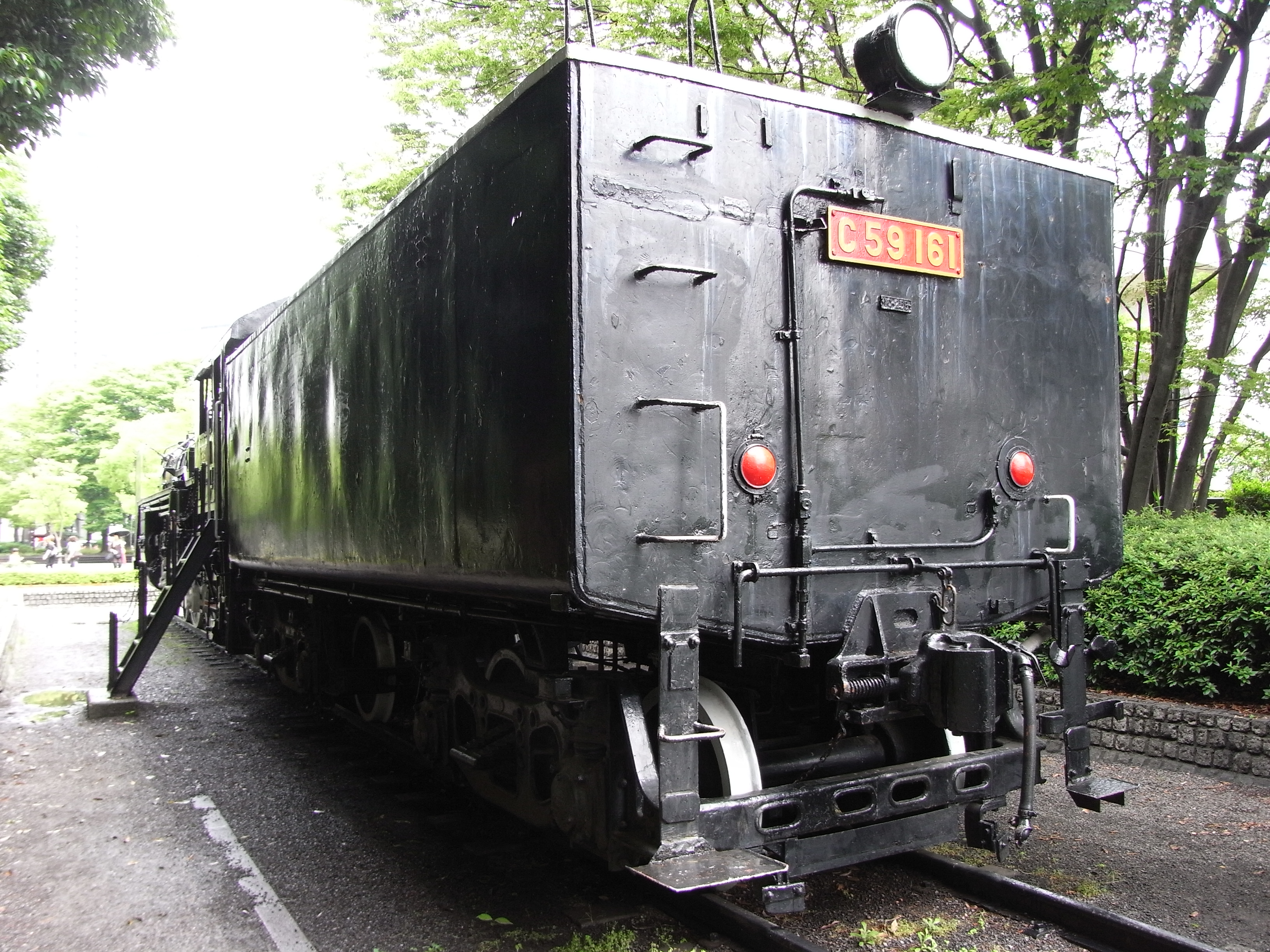
C59 161後部 船底形テンダーが良く分かる（2008年6月撮影）

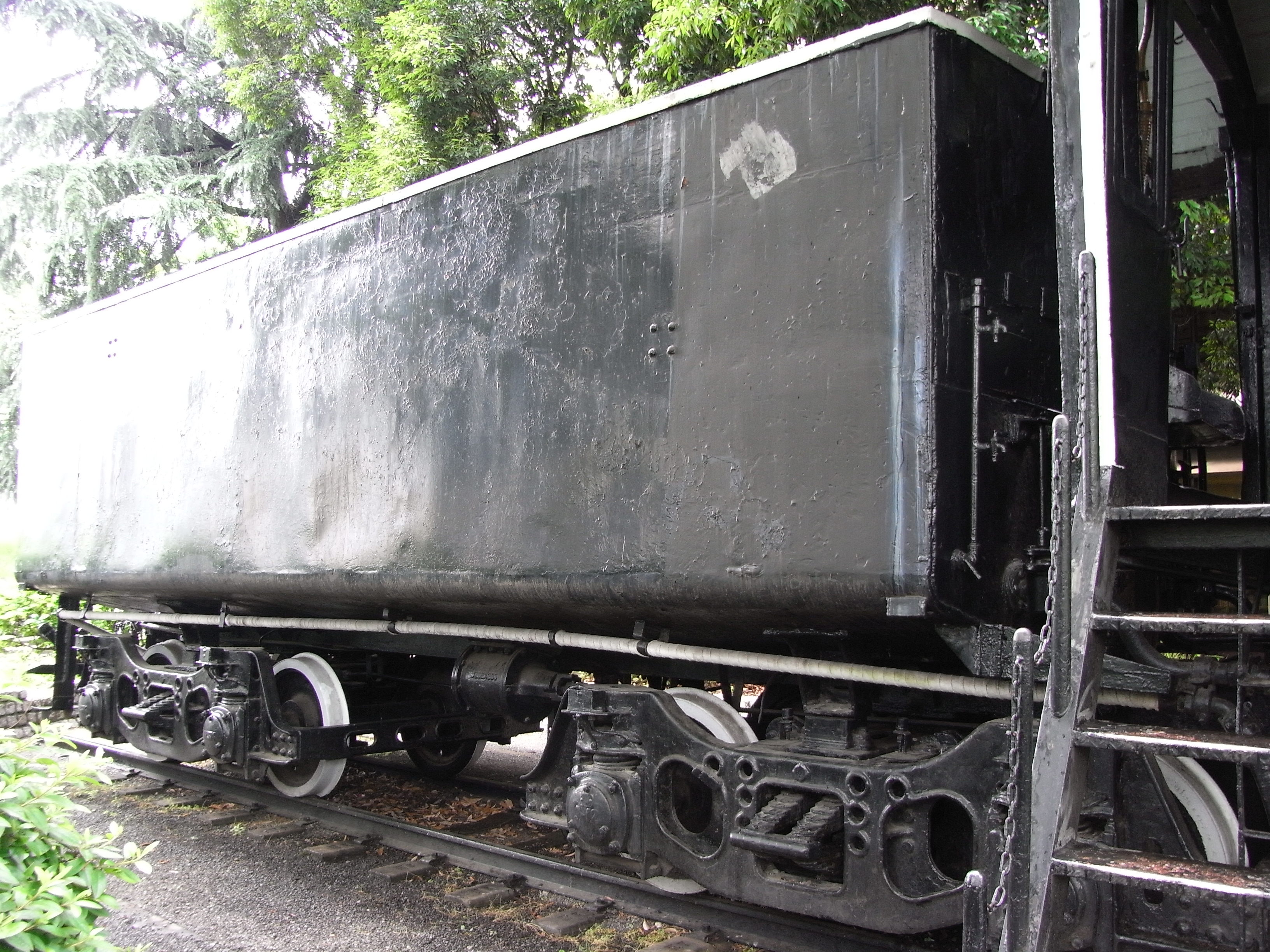
C59 161炭水車（2008年6月撮影）

国鉄C59形蒸気機関車（こくてつC59がたじょうききかんしゃ）は、日本国有鉄道（国鉄）の前身である鉄道省が設計した、幹線旅客列車用テンダー式蒸気機関車である。愛称はシゴクまたはシゴキュウ。

## 誕生の背景
本形式の設計が開始された1930年代末には、東海道・山陽の二大幹線の旅客列車、特に特急や急行などの優等列車は、主にC53形が牽引していた。だが、このC53形は3気筒とすることで、より低重心化とスムーズな走行性能が得られた反面、複雑なグレズリー式弁装置を備えており、その実設計において設計陣がこの機構を十分理解していなかったこともあって、整備検修においては致命的と言える欠陥があった。このため同形式は故障等による年間の平均休車日数が他形式と比較しても格段に多く、保守が容易で同等以上の性能を備える新型機関車を求める声は日増しに高まっていた。
C53形が97両をもって製造終了となった1930年（昭和5年）以降、その後継となる新型旅客用機関車の設計を巡っては、同時期に南アフリカ国鉄が看板列車であったユニオンリミテッド用として設計した16E形が1,830 mm径の大径動輪を備えていたことも影響して、これを上回る1,850 mm径の動輪を備えた計画機（KC51B形）など、様々な検討が行われていた。
だが、そういった強力機を運行するには、当時の日本国内では最良の条件を備えていた東海道・山陽本線でさえ設備が貧弱だった。そのため最終的にC59形として完成することになる、C53形の後継となるべき新型旅客用機関車は、C51形以来の1,750 mm径動輪を備え、施設側が許容する上限である、16.8 tの動軸重の範囲で設計されることとなった。

## 構造
機関車本体の走り装置（下回り）はC51・C54・C55形・C57形と続いた鉄道省制式2気筒パシフィック機のそれを基本とし、ボイラーは設計時期が先行したD51形のものを基本としつつボイラー圧力を引き上げ、しかも長煙管構造とした。
このため台枠は棒台枠、動輪はC57形と類似の1,750 mm径ボックス輪芯、弁装置はワルシャート式、先台車はエコノミー式復元装置を備えるLT219、そして従台車はばね式のLT156・156Aが採用され、ボイラーも鉄道省制式機では一般的な3缶胴構成のストレートボイラーとされた。
また、シリンダーはボイラー使用圧力の高圧化に合わせてC51形と同じ行程のままで直径を縮小してあり、シリンダブロックには通風を穏やかにする目的で排気膨張室が組み込まれている。ピストンはC57形より採用されたH型断面のものが採用された。
運転台は各部寸法についてC57形のそれを基本としつつ、C58形と同様の密閉構造としたもので、これは戦後製造されたC61・C62形にも踏襲された。
炭水車は航続距離の確保を目的として、石炭10 tと25 m3の水を積載可能な10-25・10-25A・10-25B形である。
全長は21,575 mm（戦後形）で、C62形の21,475 mmを上回り国産最長の蒸気機関車である。

## 製造
川崎車輛、汽車製造、日立製作所の3社により、1941年（昭和16年）から1943年（昭和18年）までに100両、戦後の1946年（昭和21年）から1947年（昭和22年）までに73両の合計173両が生産された。ただし、番号は1 - 132・156 - 196で、戦後製造分に割り当てられていた133 - 155は緊縮財政下でキャンセルされ、欠番となっている。
年次別の製造状況は次のとおりである。
- 1941年（27両）：C59 1 - 15・28 - 37・44・45
- 1942年（38両）：C59 16 - 27・38 - 43・46 - 65
- 1943年（35両）：C59 66 - 100
- 1946年（42両）：C59 101 - 118・156 - 179
- 1947年（31両）：C59 119 - 132・180 - 196

メーカー別の製造状況は次のとおりである。
- 汽車製造
  - C59 1 - 10（製造番号2000 - 2002・1993 - 1999）
  - C59 28 - 43（製造番号2120 - 2129・2150 - 2155）
  - C59 91 - 100（製造番号2272 - 2281）
- 川崎車輛
  - C59 11 - 15（製造番号2549 - 2553）
  - C59 44 - 80（製造番号2614 - 2618・2624 - 2628・2634 - 2645・2832 - 2846）
  - C59 101 - 132（製造番号3117 - 3148）
- 日立製作所
  - C59 16 - 27（製造番号1500 - 1511）
  - C59 81 - 90（製造番号1689 - 1698）
  - C59 156 - 196（製造番号1991 - 2031）

なお、C59 1は汽車製造の、C59 165は日立製作所の製造番号（通算）2000番にあたる。

## 運用
デビュー当初から特急の先頭に立ち、C59形はC62形の登場まで特急の花形で、C62形の登場後もお召列車には本形式を充当されたことからもわかるように、現場の信頼も極めて高かった。
しかし、本形式、特に戦前形においては設計・製造上の問題点が幾つか存在した。一つは、従台車の荷重負担が過大となったこと、一つはボイラーの天井板が膨らむこと、もう一つは長煙管が祟って熱効率が低いことである。
従台車については車輪の摩耗率が異様に高くなり、しかも摩耗が進んだ状態のものを中心にタイヤ部に亀裂が入る、発熱でタイヤ部が頻繁にゆるむ、などのトラブルが頻発した。これは長く重いボイラーを持ち、また、火室など重量のかさむ部位が集中し重量配分の点で厳しくなりがちな後部について、燃焼室を設けて軽くする、車輪径を大きくするなどの配慮を欠いた結果、重心位置が車両後方に偏って重量配分の制約が生じ、そのしわ寄せが従台車にいってしまったことが原因である。燃焼室は車輛研會で研究されていたが保守の困難が指摘され所期の目的も果たせない結果も出ていたためより大型の罐が設計されるまで研究は引き延ばされてしまっている。
実際、本形式の従軸軸重は約14.7tと幹線用機関車の動軸並みの値となっていた。この問題については最後まで解決せず、保守担当者レベルでタイヤ摩耗に伴う交換時期を他の形式よりも厳しく管理することで、かろうじて致命的問題の発生回避が図られる状況であった。
ボイラー天井板の膨らみは、準戦時体制の下、材料となる鋼板の圧延品質の著しい低下の下製造された本形式の場合設計レベルでは回避不能の問題であった。戦後になって状態が悪かった一部についてはボイラー内火室部分の新製交換で対処されたが、後に交換工事未施工の戦前形が優先的に淘汰される一因ともなった。
長煙管と煙管断面積の不足により通風が悪くなり、そのため石炭の燃焼が悪く未燃ガス損失が増大して熱効率が低くなる問題は、本形式の設計を担当した鉄道省工作局車両課や各メーカーが本来燃焼室の付加による効率引き上げを意図して設計していたにもかかわらず、車両研究会での検討の結果、ボイラー内の煙管折損などが発生しやすく保守に難があるとして見送りとされたことに原因があった。この問題は、煙管を短縮して一般的な5,500 mm長として燃焼室を付加した、つまり設計陣が当初想定したとおりの仕様で製造された戦後形で解決を見ており、長煙管仕様には熱効率の点で大きな問題があったことが判る。
戦前形については戦後になって内火室交換に伴って燃焼室を設けた機が1号機をはじめ何両か存在するが、残る大半の機体はそのままの仕様で運用され続けることとなった。
戦後形C59は全伝熱面積に占める過熱面積の割合が国鉄蒸機中では最も高く、これにより理論上は過熱温度が国鉄制式機関車中で最高となる。
実運用上でも、南（郡山方面）と北（白石方面）に急勾配区間を抱えていた東北本線の福島（旧福島第一）機関区では、戦後形C59乗務を割り振られた機関士は上機嫌になったというエピソードがある。
こうした好評と不具合を抱えつつ運用された本形式であるが、戦前には軍部の反対で電化が実施できなかった東海道・山陽本線が、戦後になって石炭不足への対策も兼ねて急ピッチで電化が進められたことと、より強力な後発形式C62形に挟まれて本来の用途を追われ、1953年（昭和28年）７月に東海道本線が名古屋まで電化されると、早くも余剰機が生じた。
本形式は動軸重が平均16.2 tと特甲線である東海道・山陽本線と一部の列車が山陽本線から直通していた呉線、岩徳線以外には転用可能線区が少なく、一部は亜幹線にも使えるように従台車を2軸化して動軸重を15 tへ減らす改造を受け、C60形となった。
改造を受けなかった車両の一部は東海道・山陽本線並みの線路規格へと軌道強化が1950年代以降進められた鹿児島本線（1956-65年、門司港 - 熊本間）、東北本線（1955-65年、上野 - 一ノ関間、最終期は臨時運用で盛岡までの運用実績あり）、常磐線（1961-62年、上野 - 水戸間。ボイラー不良で運用離脱したC62 39の代機として運用）へ転じ、C60形となった車両は乙線規格に従う東北本線、常磐線、奥羽本線（秋田 - 青森間）、鹿児島本線（鳥栖以南）、長崎本線の各線に入線し、引き続き特急・急行列車牽引にも使われた。
1950年代後半以降は山陽本線、東北本線、さらに鹿児島本線とC59形の運用路線で順次電化が進み、C60形の運用路線でも次第に電化やディーゼル化が実施されたため、C59形では1960年頃、C60形は1966年から余剰廃車が出始めた。多くの車両がまだ十分に使える状態でありながら、C59形は以下の3両を残して1966年3月末までに廃車された。
本形式最後の定期運用となったのは糸崎機関区での呉線・山陽本線運用（糸崎 - 広島間） であり、急行「安芸」などの呉線経由の旅客列車を主に牽引していた。1964年（昭和39年）の山陽本線全線電化でC62形が糸崎機関区に転属、呉線の機関車運用に大きく進出するまでは呉線内を通る客車列車の大半を本形式が牽引し、その後はC62形と共通で運用されていたが、編成が長く換算重量も大きい「音戸」などの重量列車の牽引では、C62形と比較してわずかに動軸重が大きく安浦 - 安登間といった勾配区間で空転しにくい本形式が好まれ、1969年（昭和44年）1月からC62形と運用を分離し「音戸」2往復の牽引を中心とした限定運用に充当され、1970年（昭和45年）7月の呉線電化直前に運用変更で復帰するまでは突発的な運用替えを除き「安芸」牽引から一時的に外される形となった。最後まで糸崎区に在籍していたのは戦後形の161・162・164であったが、3両とも1970年（昭和45年）9月の呉線電化で余剰となり161・162号機は廃車、動態保存機に指定された164号機は検査期限の都合もあって呉線電化直前から休車となり、保存先に転属までの間、暫定的に亀山機関区所属として紀勢・参宮線での運転も検討されていたが、実際は一時的な保管先の奈良機関区を経て保存先の梅小路機関区に転属となっている。
また、糸崎機関区に配置されていた本形式の中には瀬野八越えを行う急行などの上り旅客列車、糸崎 - 西条間の一部下り貨物列車に対してスピードアップのため補機運用に充当されることがあった。現存する164号機にはこの運用の際に使用した走行開放用の開錠装置が前部連結器横に取り付けられたままになっている。

## 特徴あるC59形
- 16・31・48号機：煙室前面が角形（戦後施工）
- 67号機：ブラウン試験塗装
- 79号機：グリーン試験塗装・燃焼室・E形過熱装置・消煙装置試用
- 80号機：燃焼室・E形過熱装置試用
- 108号機：お召指定機
- 124号機：門鉄デフを装着
- 127号機：重油専燃機

### 重油専燃試作機
127号機は、重油を燃料とするための試作改造を1954年（昭和29年）に鷹取工場で施された。炭水車は通常の石炭庫部分が重油タンクとなり、火室も火格子を撤去するなど大規模な改造となった。改造後、直ちに準急「ゆのくに」専用機として、京都 - 米原間で使用された。専任の機関助士を置いて運用にあたり、他の石炭焚きの機関車に比べ圧倒的に楽な乗務で、なおかつ出力も増大し、EF58形と平行ダイヤが組めるとまで評された。東海道本線電化の後、盛岡機関区に転出し、東北本線の盛岡 - 一戸間で補機として試用されたが、ほどなくして鷹取工場へ戻され、1960年に廃車・解体された。
なお、国鉄における重油専燃機関車はこれが初めてではなく二次大戦後シャム王国から重油専燃機関車の注文が入り、その輸出用機関車（昭和25年輸出）の試験用並びに国鉄の方でも重油燃焼に関する経験を得るために、注文した機関車と火室容積が近いD50形（シャムの機関車は薪炊きで火室が機関車の大きさに比べて大きいためこの辺が妥当となった）を改造したことがあり、この時も火格子の全撤去、レンガ積などの設置をして重油専燃機関車にしている。ただしこの重油専燃D50は蒸発性能が良くなかったので1948年（昭和23年）に改造されたが、C59重油専燃試作機の製造前に運用を中止されている。

### 燃焼室・E形過熱装置試用機
1943年に川崎車輛で落成した79・80号機は煙管長を5,500mmへ短縮し、缶胴を4缶胴構成として内火室に燃焼室を設け、アメリカや南満州鉄道で使用されていたシュミット式E形過熱装置を取り付けて落成した。
燃焼室は燃焼効率の引き上げに効果があったが、E形過熱装置は煙管の燃焼ガス通過抵抗が大きい本形式の場合、十分な効果が得られずまたその保守も面倒であったため、後年標準のA形過熱装置に交換されている。
なお、79号機は広島第二機関区に在籍していた1951年に、火室内部に蒸気を噴射して燃焼ガスの混合を改善する消煙装置の試用にも供されて好成績を挙げたが、これも実用化には至らず終わった。

### 運転室整備機
C59形は運転台側窓より前方の奥行きが深いことから、天候や時間によっては運転台内部が暗くメーター類の視認など運転上支障になることがあった。このため採光窓を増設する工事が数種類行なわれた。

#### 鷹取工場形運転台改善機
鷹取工場では前面窓を張り出させ、側面に明かり窓を増設した。
- C59 64：明かり窓は角形
- C59 175：明かり窓は長円形

#### 広島工場形運転台改善機
広島工場では1954年から1955年にかけて「完全整備車」の一環として改造が行なわれた。
- 初期形1：C59 67 - 側窓を拡張、ガラス2枚（同時に塗色をブラウンに変更）
- 初期形2：C59 79・95 - 側窓を拡張、ガラス3枚（79号機は塗色をグリーンに変更）
- 量産型：C59 39（後にC60 36に再改造）・51・83・94・123・131・157・159・162・172・177・187・191・192・195 - 固定式の明かり窓を前方に新設、合わせて側窓を下方へ拡張

同様の改造はC57形やD52形においても少数であるが行なわれている。

## 保存機
幹線の電化の進行により、大半が1966年までに廃車解体されたため、自治体の公共施設等に保存されたのは呉線で最後に残った2両のみである（うち1両は部分保存）。ほかに鉄道施設で保存されたものが3両ある（うち1両解体）。動態保存機はない。
| 画像 | 番号    | 所在地                                                       | 備考 |
| ---- | ------- | ------------------------------------------------------------ | --- |
|      | C59 164 | 京都府京都市下京区観喜寺町 京都鉄道博物館                    | 呉線で最後まで残った3両のうちの1両。1972年に梅小路蒸気機関車館（京都鉄道博物館の前身）の開館に伴い保存され、2006年、「梅小路の蒸気機関車群と関連施設」として、準鉄道記念物に指定された。梅小路蒸気機関車館開館当初は動態保存であったが現在は除籍され静態保存となっている。                                                                            |
|      | C59 166 | 大阪府吹田市片山町 西日本旅客鉄道社員研修センター ※解体済み  | 2006年9月1日に解体撤去された。 |
|      | C59 162 | 広島県安芸郡府中町本町2丁目15-1 府中公民館 ※煙室戸と動輪のみ | 呉線で最後まで残った3両のうちの1両。保存対象とならず解体されたがナンバープレート付きの煙室戸と動輪が保存されている。 |
|      | C59 161 | 広島県広島市中区基町5-83 広島市こども文化科学館              | 急行「安芸」の蒸機最終列車（1970年9月30日広島駅着および広島駅発）を牽引した車両である。 |
|      | C59 1   | 福岡県北九州市門司区清滝2丁目3-29 九州鉄道記念館             | 1956年に九州に転属し、特急を牽引した。1965年に廃車後小倉工場で静態保存され、準鉄道記念物に指定された。九州鉄道記念館の開館に伴い移設されている。製造した汽車会社での製造番号が丁度2000番でもあるが、これは番号を他機と振り替えたもので、実際の製造順では同社の1993番になる。他所に保存されているC59形はすべて戦後形で、当機は現存唯一の戦前形である。 |

## 郵便切手

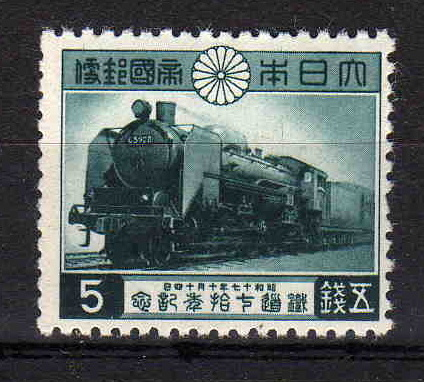
C59切手

1942年10月14日、鉄道開業70周年記念に逓信省が発行した5銭記念切手には本形式 (C59 28) が描かれている。国鉄の制式蒸気機関車が切手に描かれたのは、これが最初であった。